# Jógvan Davidsen
Jógvan Rói Davidsen (ur. 9 października 1991 na Wyspach Owczych) – farerski piłkarz występujący w klubie HB Tórshavn ze stolicy archipelagu, na pozycji pomocnika lub napastnika.

## Kariera klubowa

### HB Tórshavn
Swą karierę Jógvan Davidsen zaczął w roku 2008. Zagrał wtedy w trzynastu spotkaniach dla drugiego składu swego pierwszego klubu – HB Tórshavn. Zdobył dwie żółte kartki, pierwszą 12 października w meczu 25. kolejki przeciwko AB Argir, który jego drużyna przegrała 0:3.
W sezonie 2009, poza sześcioma występami w HB Tórshavn II, wystąpił także w dwóch meczach pierwszoligowego składu. Zadebiutował w Formuladeildin w meczu derbowym przeciwko B36 Tórshavn, 3 maja. Jego drużyna zremisowała wtedy 2:2. Davidsen wszedł na boisko w 64. minucie. W sezonie tamtym zdobył także swego pierwszego gola w karierze w meczu HB Tóshavn II przeciwko VB/Sumba, 9 maja (3:1).
Jak dotąd w sezonie 2010 rozegrał jedynie jedno spotkanie w pierwszym składzie HB Tórshavn.

### Statystyki
| Klub        | Sezon       | Liga           | Liga  | Liga   | Liga         | Liga            | Puchary krajowe | Puchary krajowe | Puchary krajowe | Puchary krajowe | Puchary europejskie | Puchary europejskie | Puchary europejskie | Puchary europejskie | Suma  | Suma   | Suma         | Suma            |
| Klub        | Sezon       | Liga           | mecze | bramki | kartki       | kartki          | mecze           | bramki          | kartki          | kartki          | mecze               | bramki              | kartki              | kartki              | mecze | bramki | kartki       | kartki          |
| Klub        | Sezon       | Liga           | mecze | bramki | Żółte kartki | Czerwone kartki | mecze           | bramki          | Żółte kartki    | Czerwone kartki | mecze               | bramki              | Żółte kartki        | Czerwone kartki     | mecze | bramki | Żółte kartki | Czerwone kartki |
| ----------- | ----------- | -------------- | ----- | ------ | ------------ | --------------- | --------------- | --------------- | --------------- | --------------- | ------------------- | ------------------- | ------------------- | ------------------- | ----- | ------ | ------------ | --------------- |
| HB Tórshavn | 2008        | 1.deild        | 13    | 0      | 2            | 0               | –               | –               | –               | –               | –                   | –                   | –                   | –                   | 13    | 0      | 2            | 0               |
| HB Tórshavn | 2009        | Formuladeildin | 2     | 0      | 0            | 0               | 0               | 0               | 0               | 0               | 0                   | 0                   | 0                   | 0                   | 2     | 0      | 0            | 0               |
| HB Tórshavn | 2009        | 1.deild        | 6     | 1      | 0            | 0               | –               | –               | –               | –               | –                   | –                   | –                   | –                   | 6     | 1      | 0            | 0               |
| HB Tórshavn | 2010        | Formuladeildin | 1     | 0      | 0            | 0               | 0               | 0               | 0               | 0               | 0                   | 0                   | 0                   | 0                   | 1     | 0      | 0            | 0               |
| Suma        | HB Tórshavn | HB Tórshavn    | 22    | 1      | 2            | 0               | 0               | 0               | 0               | 0               | 0                   | 0                   | 0                   | 0                   | 22    | 1      | 2            | 0               |
| Suma        | Wszystkie   | Wszystkie      | 22    | 1      | 2            | 0               | 0               | 0               | 0               | 0               | 0                   | 0                   | 0                   | 0                   | 22    | 1      | 2            | 0               |

### Osiągnięcia
HB Tórshavn
- Mistrzostwo Wysp Owczych: 2009
- Superpuchar Wysp Owczych: 2009, 2010